# Het verdriet van België
Het verdriet van België (La tristesa de Bèlgica) és una novel·la en neerlandès de l'escriptor belga Hugo Claus (1929-2008) que va parèixer el 1983, i que és considerada com una de les seves obres més destacades. Conta la història, parcialment autobiogràfica d'un jove flamenc que creix en una família petitburgesa que simpatitza amb el nazisme i col·labora amb l'ocupant alemany durant la Segona Guerra Mundial. Només de la versió original en neerlandès, del 1984 al 2000 es van vendre 364.000 exemplars. El 2013, a l'ocasió del 30è anniversari de la primera publicació del llibre, el filòleg Kevin Absillis conclou que la història queda rellevant no només com a crònica d'un episodi de l'època més ranci del nacionalisme flamenc i germanofil durant la guerra, però que és un mirall rellevant per a tothom.

## Pel·lícula
El 1994, la cadena pública belga BRTN va produir una minisèrie televisiva inspirada per la novel·la, dirigida per Claude Goretta segons un guió escrit pel mateix Hugo Claus.

## Traduccions
Ha sigut traduïda en una dotzena de llengües, tot i que encara no al català. Entre d'altres:
- anglès: The Sorrow of Belgium. 1990, traducció d'Arnold J. Pomerans.
- alemany:  Der Kummer von Flandern, 1986, traducció de Johannes Piron.
- alemany: Der Kummer von Belgien, 2012, nova traducció de Waltraut Hüsmert, ISBN 978-3-608-93970-5
- castellà: La pena de Bélgica, 2011, ISBN 9788499087146
- francès: Le chagrin des Belges, 1983, traducció d'Alain van Crugten
- portuguès:  O desgosto da Bélgica 1997, traducció d'Ana Maria Carvalho.